# Jordan Bonel
Jordan Bonel (o Jordan Bonel de Confolen o Confolenc) (fl. finals del segle xii?) fou un trobador occità.

## Vida
Es conserva una vida de Jordan Bonel que ens diu que era de Saintonge, a la marca de Peitieu. I que feia cançons sobre la dama Guiborc de Montausier, que fou esposa del comte d'Angolema i després esposa del senyor de Montausier, de Berbezilh, i de Chalais.
Es conserven només tres de les seves poesies. Tres cançons, de les quals una amb música (273,1). Precisament aquesta cançó és enviada a Guiborc de Chalais.

## Obra

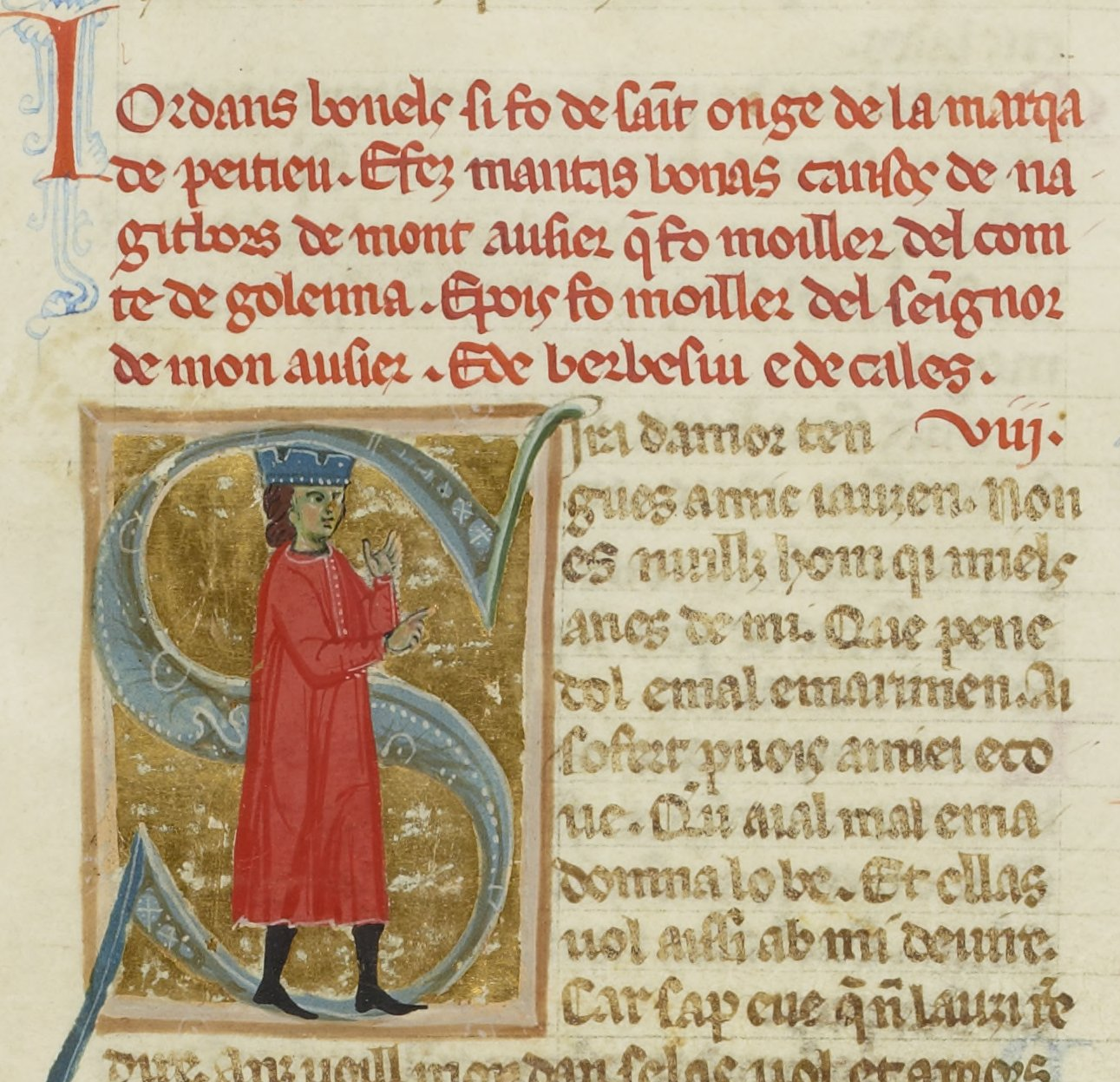
BnF ms. 854 fol. 121v; cançoner I

### Cançons
- (273,1)[1]S'jra d'amor tangues amic gauden (amb música conservada al cançoner W)
- 273,1a Anc mais aissi finamen non amei
- (273,1b) No·n estaray q'un vers non lays

### Repertoris
- Alfred Pillet / Henry Carstens, Bibliographie der Troubadours von Dr. Alfred Pillet […] ergänzt, weitergeführt und herausgegeben von Dr. Henry Carstens. Halle : Niemeyer, 1933 [Jordan Bonel és el número PC 273]
- Guido Favati (editor), Le biografie trovadoriche, testi provenzali dei secc. XIII e XIV, Bologna, Palmaverde, 1961, pàg. 217
- Martí de Riquer, Vidas y retratos de trovadores. Textos y miniaturas del siglo XIII, Barcelona, Círculo de Lectores, 1995 p. 66-68 [Reproducció de la vida, amb traducció a l'espanyol, i miniatures dels cançoners I i K]